# Медаль «Ветеран финансовой полиции»
Медаль «Ветеран финансовой полиции» (каз. «Қаржы полициясының ардагері») — ведомственная награда органов финансовой полиции Республики Казахстан, учреждённая на основании Указа Президента Республики Казахстан от 30 сентября 2011 года № 155.
В связи с упразднением финансовой полиции в 2014 году и передачи её функций министерству по делам государственной службы Республики Казахстан награда в прежнем статусе больше не вручалась. При министерстве по делам государственной службы было создано национальное бюро по противодействию коррупции, под ведомство которого были переданы награды упразднённой финансовой полиции с изменением дизайна медалей, но сохранением цветов лент.

## Положение о медали
Медалью «Қаржы полициясының ардагері» награждаются сотрудники органов финансовой полиции Республики Казахстан за многолетнюю и плодотворную работу, положительно характеризуемые по службе и имеющие общую выслугу 25 и более лет в календарном исчислении в соответствии с действующим законодательством Республики Казахстан.

## Описание
Медаль «Қаржы полициясының ардагері» изготавливается из металла золотистого цвета.
По центру медали расположен символ органов финансовой полиции, представляющий собой изображение восьмигранной звезды золотистого цвета. Рельеф изображения звезды блестящий.
Внутри звезды расположен круглый щит голубого цвета с изображением готовящегося к прыжку барса золотистого цвета. По кругу расположены 8 точек золотистого цвета, символизирующие защиту интересов государства со всех сторон.
Щит обрамляет выгравированная надпись голубого цвета «ҚАРЖЫ ПОЛИЦИЯСЫНЫҢ АРДАГЕРІ».
Снизу символ обрамляет венок из лавровых ветвей, перетянутый внизу лентой, символизирующий почёт и уважение.
В верхней части медали между концами лавровых ветвей, на фоне восходящих лучей солнца расположен элемент национального орнамента, олицетворяющий процветание, уважение к стране, народу и его истории.
Медаль с помощью ушка и кольца крепится к шестиугольной колодке размером 50×32 мм, обтянутой муаровой лентой синего цвета, символизирующего честность, верность и безупречность.
На колодке медали с левой стороны расположены две красные полоски шириной 3 мм и 1 мм, расстояние между ними 2 мм. С правой стороны ленты расположены четыре красные полоски шириной 1 мм, символизирующие мудрость, постоянство в испытаниях, между ними три черных полоски шириной 1 мм.
Медаль при помощи булавки с визорным замком крепится к одежде.